# Pathfinder (zespół muzyczny)
Pathfinder – polska grupa muzyczna wykonująca symfoniczny power metal. Powstała w 2006 roku w Poznaniu z inicjatywy basisty Arkadiusza E. Ruth i gitarzysty Karola Mani.
Muzyka zespołu charakteryzuje się szybkimi utworami, posiadającymi rozbudowane aranżacje symfoniczne, przeplatane szybkimi partiami solowymi poszczególnych instrumentalistów, oraz okraszone melodyjnymi partiami wokalnymi. W twórczości grupy dominują połączenia szeroko rozumianego melodyjnego metalu z elementami muzyki filmowej i klasycznej.
W 2008 roku grupa zarejestrowała demo zatytułowane "The Beginning", składające się z czterech utworów, będące zapowiedzią kolejnego albumu.
4 sierpnia 2010 roku światło dzienne ujrzał debiutancki album "Beyond the space, beyond the time", wydany na rynku japońskim. Jego europejska premiera miała miejsce 18 marca 2011 roku.
Ogólnoświatowa premiera drugiego studyjnego albumu Pathfinder pt.: "Fifth Element" odbyła się w dniu 26 maja 2012 roku. Premiera w Japonii i Azji miała miejsce 23 maja 2012 r..
Dnia 12 sierpnia 2014 roku za pośrednictwem serwisu Facebook grupa poinformowało o wybraniu nowego wokalisty i "przerwaniu" dotychczasowej przerwy w działalności grupy, natomiast 18 sierpnia publicznie przedstawiono nowego członka zespołu, którym został Przemysław Uliczka.

## Skład
- Przemysław "Primal Alley" Uliczka - śpiew (od 2014)

- Arkadiusz E. Ruth – gitara basowa (od 2006)
- Karol Mania – gitara (od 2006)
- Krzysztof "Gunsen" Elzanowski – gitara elektryczna (od 2006)
- Kacper Stachowiak – perkusja (od 2011)
- Bartosz Ogrodowicz – instrumenty klawiszowe (od 2012)

## Byli członkowie
- Szymon Kostro – śpiew (2006-2013)
- Kamil Ruth – perkusja (2006-2011)
- Sławomir Belak - instrumenty klawiszowe (2006-2012)

## Dyskografia

### Albumy studyjne
- Beyond the space, beyond the time (2010 w Japonii; 2011 w Europie)
- Fifth Element (2012) (23 maja – Japonia, 26 maja – Europa)

### Single
- Moonlight Shadow (2010)

### Inne wydawnictwa
- Pathfinder / Demo 2007 – demo (2007)
- The Beginning – demo (2008)